# Fons van Katwijk
Alphonsus Wilhelmus Franciscus Maria (Fons) van Katwijk (Oploo, 1 december 1951) is een voormalig Nederlands wielrenner. Hij is de jongste van drie fietsende broers. Bij de amateurs won hij veel, net als zijn broers Jan en Piet. Als prof deed hij het vooral goed in de Vlaamse eendagskoersen. Hij is een oom van Alain van Katwijk die onder anderen bij Shimano onder contract stond.

## Belangrijkste overwinningen
1971
- Eindklassement Flèche du Sud

1976
- 7e etappe Olympia's Tour
- 8e etappe Deel B Olympia's Tour

1977
- 5e etappe Deel A Ronde van Aragón

1978
- 6e etappe Ronde van Spanje
- 8e etappe Ronde van Spanje

1979
- Kampioenschap van Vlaanderen - Koolskamp
- 1e etappe Ster van Bessèges

1983
- 2e etappe Ronde van Nederland

## Resultaten in voornaamste wedstrijden
| Jaar | Ronde van Italië | Ronde van Frankrijk | Ronde van Spanje |
| ---- | ---------------- | ------------------- | ---------------- |
| 1977 |                  |                     |                  |
| 1978 |                  |                     | 54e (2)          |
| 1979 |                  |                     |                  |
| 1980 | buiten tijd      |                     |                  |
| 1981 |                  |                     |                  |
| 1983 |                  |                     |                  |
| 1984 |                  |                     |                  |
| 1985 |                  |                     |                  |

| Jaar | Milaan-San Remo | Gent-Wevelgem | Ronde van Vlaanderen | Parijs-Roubaix | Amstel Gold Race | Luik-Bast.‑Luik | Omloop Het Volk | Parijs-Brussel | Kuurne-Brussel-Kuurne |
| ---- | --------------- | ------------- | -------------------- | -------------- | ---------------- | --------------- | --------------- | -------------- | --------------------- |
| 1977 |                 | 18e           |                      |                |                  | 24e             |                 |                |                       |
| 1978 | 143e            |               |                      |                |                  | 50e             | Zilver          |                |                       |
| 1979 | 21e             | 9e            | 19e                  |                |                  |                 |                 | 15e            | Zilver                |
| 1980 |                 |               |                      |                |                  |                 | 6e              |                |                       |
| 1981 |                 | 90e           |                      | 18e            |                  |                 |                 |                |                       |
| 1983 |                 |               |                      |                |                  | 60e             |                 |                |                       |
| 1984 |                 | 56e           | 37e                  |                | 43e              |                 |                 |                |                       |
| 1985 | 112e            | 9e            |                      |                |                  |                 |                 |                |                       |

## Ploegen
- 1976 - Lejeune-BP
- 1977 - Carpenter-Splendor
- 1978 - Marc Zeepcentrale-Superia
- 1979 - Marc Zeepcentrale-Superia
- 1980 - Boule d'Or
- 1981 - Boule d'Or
- 1982 - Belgisch Rijwielhuis
- 1983 - Vorselaars Autoschade
- 1984 - Elro Snacks-Auto Brabant
- 1985 - Skala
- 1986 - Sixtus-Arkel
- 1987 - Fiat-Rogelli